# Hochwald Milch
Hochwald Milch eG er et tysk andelsmejeri, det kendes også igennem datterselskabet Hochwald Foods GmbH. Virksomheden blev grundlagt i 1932 under navnet Erbeskopf eG. Hovedkvarteret er i Thalfang i Hunsrück, desuden har de afdelinger i Bolsward, Mechernich, Hünfeld, Hungen, Kaiserslautern, Lüneburg og Weiding. Der produceres primært mæleprodukter som konsummælk, ost, fløde, yoghurt, osv.. I 2020 havde de 2.072 ansatte og en omsætning på 1,65 mia. euro.